# San Miguel Tulancingo
San Miguel Tulancingo är en kommun i Mexiko.   Den ligger i delstaten Oaxaca, i den sydöstra delen av landet, 260 km sydost om huvudstaden Mexico City.